# Natalia Escalera
Natalia Isabel Escalera Cárdenas (nacida el 3 de julio de 2002) es una gimnasta artística mexicana. Es la campeona panamericana de salto de 2021 .

## Primeros años
Escalera Cardenas
Nació en Ensenada en 2002 y comenzó a hacer gimnasia cuando tenía tres años.

## Carrera de gimnasia

### Júnior

#### 2017
En el Campeonatos Nacionales de 2017, Escalera terminó en tercer lugar en la categoría júnior. En el Festival Deportivo Centroamericano terminó séptima en la competencia all-around y segunda en salto.

### Sénior

#### 2018-19
Escalera se convirtió en sénior en 2018. Terminó sexta en su primer campeonato nacional a nivel sénior. Gracias a su habilidad en el salto de caballo, fue seleccionada para representar a México en el Campeonato Panamericano de 2018 . Competencia en la cual contribuyó a que México quedara en tercer lugar.
En el Campeonato Mexicano de 2019, Escalera se ubicó en el duodécimo lugar.

#### 2021
Escalera regresó a la competencia en los Campeonatos Panamericanos de 2021, donde ayudó a México a quedar en segundo lugar. Individualmente ocupó el quinto lugar en la general y fue la gimnasta mexicana con el puesto más alto. Clasificó a tres finales de eventos, originalmente terminando segunda en salto detrás de Martina Dominici, quinta en barras asimétricas y quinta en ejercicios de piso. Sin embargo, más tarde se reveló que Dominici había dado positivo por una sustancia prohibida; como resultado, sus resultados fueron anulados y Escalera recibió la medalla de oro en salto.
En el Campeonato Mundial, Escalera clasificó para la final de salto donde quedó séptima.

#### 2022
Escalera compitió en los Campeonatos Panamericanos de 2022, donde ayudó a México a quedar cuarto como equipo y clasificar para los próximos Campeonatos Mundiales. Individualmente ganó plata en salto detrás de Karla Navas de Panamá.

## Historia competitiva
| Año                       | Evento                             | Equipo | Automóvil club británico | Vermont | UB     | cama y desayuno | efectos especiales |
| Júnior                    | Júnior                             | Júnior | Júnior                   | Júnior  | Júnior | Júnior          | Júnior             |
| ------------------------- | ---------------------------------- | ------ | ------------------------ | ------- | ------ | --------------- | ------------------ |
| 2017                      | campeonatos mexicanos              |        | </img>                   |         |        |                 |                    |
| 2017                      | Festival Deportivo Centroamericano |        | 7                        | </img>  |        |                 |                    |
| Sénior                    |                                    |        |                          |         |        |                 |                    |
| 2018                      | campeonatos mexicanos              |        | 6                        |         |        |                 |                    |
| 2018                      | Campeonatos Panamericanos          | </img> |                          |         |        |                 |                    |
| 2019                      | campeonatos mexicanos              |        | 12                       |         |        |                 |                    |
| 2021                      |                                    |        |                          |         |        |                 |                    |
| Campeonatos Panamericanos | </img>                             |        | </img>                   | 4       |        | 4               |                    |
| Juegos Nacionales CONADE  |                                    | </img> | </img>                   | </img>  | 8      | </img>          |                    |
| Campeonatos mundiales     |                                    |        | 7                        |         |        |                 |                    |
| 2022                      |                                    |        |                          |         |        |                 |                    |
| Campeonatos Panamericanos | 4                                  | 9      | </img>                   |         |        |                 |                    |
| Copa Desafío Szombathely  |                                    |        |                          |         |        |                 |                    |